# Церковь Святого Семейства (Кигали)

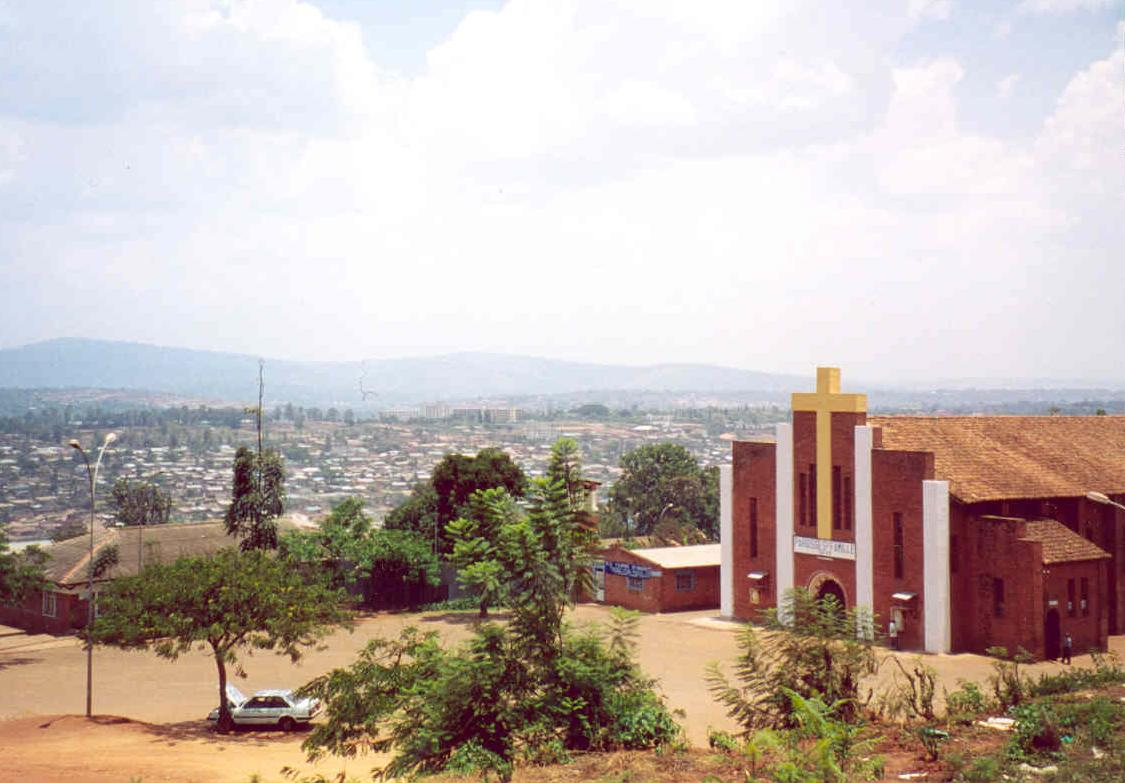
Церковь Святого Семейства

Церковь Святого Семейства (фр. L'église de la Sainte-Famille) — католическая церковь, находящаяся в районе Кийову города Кигали, Руанда. Храм располагается на холме с видом на город недалеко от коммерческого центра «Ruhenge». Церковь является одним из самых больших храмов в Кигали.
Церковь была построена в 1913 году. Здание сооружено из красного кирпича. Фасад храма украшен белыми панелями.
Храм стал сценой массового убийства во время руандийского геноцида. В апреле 1994 года в его стенах укрылось от преследований несколько сотен прихожан, принадлежащих к тутси. Настоятель церкви священник Венсеслас Муньешьяка помог ополченцам Интерахамве войти в храм и вывести людей на улицу, где они были убиты.
В настоящее время в церкви действует приходская школа, клиника и автошкола.